# TV 1880 Käfertal
Der Turnverein 1880 Käfertal ist ein Sportverein im Mannheimer Stadtbezirk Käfertal.

## Beschreibung
Der TV Käfertal wurde 1880 in Alt-Käfertal gegründet und hat derzeit 900 Mitglieder. Im Verein bestehen die Sportabteilungen Gymwelt (Fitness- und Gesundheitssport), Kinderturnen, Faustball, Integrative Sport- und Spielgruppe für Behinderte (ISSG), Tennis, Kegeln, Karate, Cricket und Parkour. Anfangs wurden die Sportgeräte im Hof einer Gastwirtschaft im Sommer aufgestellt, bevor vom Verein das Sportgelände hinter der Käfertalschule in der Wormser Straße genutzt werden konnte. 1963 erfolgte der Umzug auf das „Karl-Heinz-Herbst“-Sportgelände an der Wachenheimer Straße in Käfertal-Süd. Daneben wird noch ein Sportgelände an der Oberen Riedstraße 92 – hauptsächlich für Cricket und Tennis, die Sporthalle der Bertha-Hirsch-Grundschule – hauptsächlich für Spiele der an der Faustball-Bundesliga teilnehmenden Mannschaften des TVK – und die Sporthalle der Albrecht-Dürer-Grundschule – hauptsächlich für Kinderturnen und dem Gesundheitssport – genutzt.()

## Abteilung Faustball
Bei der Abteilung nehmen neben den Erwachsenenmannschaften (u. a. Teilnahme an der Herren- und der Damen-Faustball-Bundesliga) auch Nachwuchsmannschaften am Spielbetrieb teil. Seit 2019 wurde der TVK zu einem Nationalen Faustball-Stützpunkt der Deutschen Faustballliga (DBFL) ernannt.
Für die Herren-Faustball-Weltmeisterschaft 2023, die in Mannheim unter Mitorganisation durch den TVK stattfindet, wurde ein Spieler des Vereins für Deutschland und einer für Tschechien nominiert.

## Abteilung Cricket
Die Cricket-Abteilung wurde 2018 gegründet. Während die Herrenmannschaft noch unterhalb der Bundesliga spielt, stieg die Damenmannschaft 2022 in die Bundesliga auf.